# DDR-Meisterschaften im Biathlon 1975
Die DDR-Meisterschaften im Biathlon wurden 1975 zum 17. Mal ausgetragen und fanden vom 13. bis 14. April in Oberhof statt. Aus Witterungsgründen konnten nur der Wettbewerb der Staffeln ausgetragen werden, das Einzel und der Sprint fielen aus. Zum achten Mal gewann die SG Dynamo Zinnwald den Wettbewerb.

## Staffel (3 × 7,5 km)
| Platz | Verein                 | Sportler                                     | Schießfehler | Zeit    |
| ----- | ---------------------- | -------------------------------------------- | ------------ | ------- |
| 1     | SG Dynamo Zinnwald I   | Klaus Siebert Günter Bartnik Eberhard Rösch  | 1            | 1:34:20 |
| 2     | SG Dynamo Zinnwald II  | Manfred Beer Frank Pötter Veit Schirmer      | 5            | 1:36:03 |
| 3     | ASK Vorwärts Oberhof I | Karl-Heinz Wolf Richard Möller Manfred Geyer | 6            | 1:36:44 |